# St. Andreas (Harzungen)

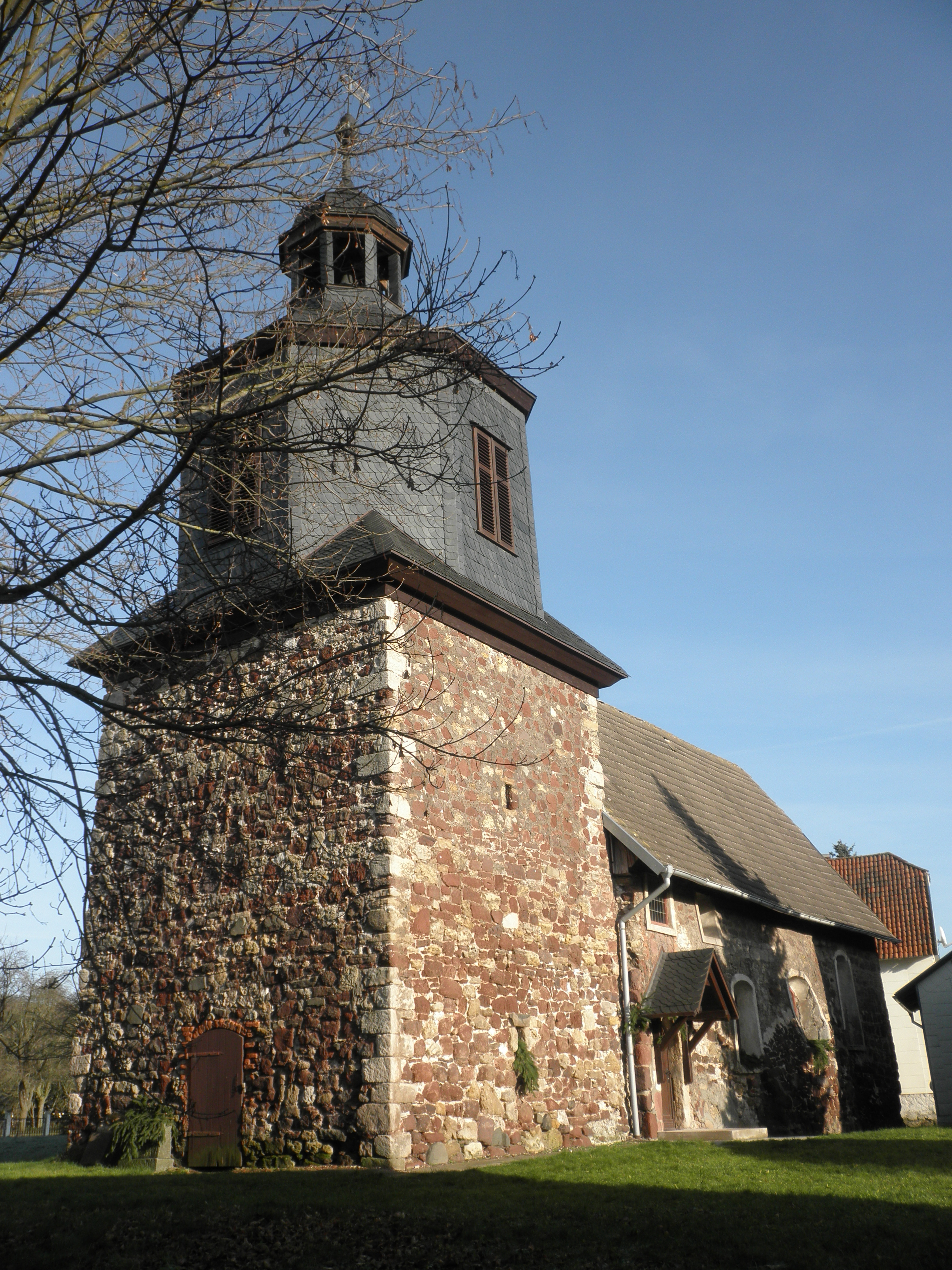
Kirche in Harzungen

Die evangelische Kirche St. Andreas steht im Ortsteil Harzungen der Landgemeinde Harztor im Landkreis Nordhausen in Thüringen.

## Geschichte
Harzungen besaß schon 1050 eine Kirche und auch einen Pfarrer. Nach Einführung der Reformation wurde sie bis 2004 Filialkirche der Kirchgemeinde Neustadt/Harz.

## Zur Kirche
Die zweischaligen Außenwände vom Wehrturm aus dem 12. Jahrhundert und des Kirchenschiffes sind aus Porphyr und Kalkstein, teils auch aus Gips und Anhydritgestein. Die Ecken des Turms sind behauene  Ecksteine.
1756 erhielt das Kirchengelände eine Mauer. Den Turm betritt man von der Westseite. Der Raum im Turm besitzt ein Bruchsteingewölbe mit oktogonalem Fachwerkkreuz und welcher Haube. Schießscharten im Turm zeugen von der Wehrhaftigkeit im Mittelalter. Damals war die Wehrkirche mit meterhohen Mauern umgeben. 1930 wurden die Reste abgetragen.
Das einschiffige Kirchengebäude wurde am Turm angebaut. Es beinhaltet einen barocken Saal mit Holztonne und abgesetztem Altarraum. Der Zugang ist an der Südseite.
Ein Vermerk im Altarraum weist auf den Abschluss der Arbeiten an der Kirche mit dem Datum 23. Juni 1750 hin. Es wurden die Emporen, das Gestühl, die Orgel und der Kanzelaltar noch eingebaut.
Der Taufstein mit zylinderischem Fuß zeugt für Romanik. Die Orgel wurde 1853 von Orgelbaumeister Knauf aus Bleicherode überprüft. 
Vier sehr alte und wertvolle Glocken aus Bronze besitzt die Kirchgemeinde. 
Die elektrische Leipziger Turmuhr wurde 1973 angeschafft. Sie schlägt halbstündlich.
Im Frühjahr 2004 mussten der Kirchturm und die Orgelempore wegen statischer Probleme gesperrt werden. Man entschloss sich folgerichtig, die Kirche vor dem Verfall zu retten.